# Витимир
Витимир је био краљ Острогота из IV века.

## Биографија
Према Амијану Маркелину, око 375. године, након Eрманарихове смрти, Витимир је изабран за краља. Витимир се неко време опирао „Аланима“, ослањајући се на друго племе Хуна, које је привукао за новац, али је још једним поразом пао у бици .
Јордан у свом делу „О пореклу и делима Гета“ (поједностављено „Гетика“), које је, према неким истраживачима, компилација несачуване Касиодорове „Историје Гота“, не извештава ништа о Витимиру, али причу приказује на следећи начин. Визиготи, који су се, и пре напада Хуна на Остроготе, „следећи неку врсту намере“ одвојили од њих и живели у „западним регионима“ „у хесперијским земљама“, док су Остроготи, након Ерманарикове смрти, подређених властима Хуна, „остао у истој земљи“ 
Међутим, Амал Витимир је „задржао све знаке своје доминације“, и ослободивши се власти Хуна, пребацио је војску у границе Анта, али у првој бици је поражен од њих. Касније је, „одлучније застрашујући“, разапео њиховог краља Бога са синовима и са седамдесет старешина. Краљ Хуна Баламбер, не толеришући то, позвавши Гезимунда, сина великог Гунимунда, повео је своје трупе у Винитарију. У првој и другој бици Витимир је победио, али у трећој, близу реке Ерак, Баламбер је испалио стрелу и убио га, ранивши га у главу, а узевши за супругу Витомирову нећакињу Вадамерку, почео је да влада над освојеним племеном Гота.
Јордан прати генеалогију Витимира преко његовог оца Валараванса до његовог деде Воултвулфа, који је био брат Ерманарика.
Према немачком историчару Хервигу Волфрам-у, име Витимир (готски. Виниþ-арја дословно. „Победник Венда“), као што је то обично случај са величанственим надимцима, касније су му присвојили његови потомци. По њему су Витимир и Винитар једна особа: прва од њих, коју је поменуо Амијан Маркелин, победивши над Вендским Словенима, добила је надимак Винитар, кога је већ спомињао Касиодор. А код Амијана Маркелина, Витимир се такође бори са Аланима.